# Фишер, Гуннар
Гуннар Фишер (швед. Gunnar Fischer; 18 ноября 1910, Юнгбю — 11 июня 2011, Стокгольм) — шведский кинооператор.

## Биография
Полное имя — Эрлинг Гуннар Эмиль Фишер. Начинал как ассистент оператора, работал также как оператор-постановщик в фильмах малоизвестных шведских режиссёров. В 1945 году работал как главный оператор у Карла Теодора Дрейера на съёмках его не самой известной ленты «Двое». Фишер стал известен благодаря сотрудничеству с Ингмаром Бергманом. В конце 1940-х — начале 1960-х он работал на двенадцати фильмах знаменитого режиссёра, включая «Лето с Моникой» (1953), «Улыбки летней ночи» (1955), «Седьмую печать» (1956) и «Земляничную поляну» (1957). После Фишера постоянным оператором Бергмана стал Свен Нюквист.
Последняя операторская работа Фишера, сделанная для кино — в телевизионном фильме Жака Тати Парад (1974). После этого фильма Фишер был насильно отправлен на пенсию К. Э. Дюмлингом — продюсером «Свенск Фильминдустри». Фишер перешёл на шведское телевидение (SVT), и проработал там до 1979 года. После того как Фишер перестал работать в кино, он некоторое время занимался преподаванием. В 2003 году он был награждён шведской национальной кинопремией «Золотой жук» за вклад в киноискусство.
Был женат на Гулль Сёдерблум, младшей сестре известного шведского актёра Оке Сёдерблума. Они поженились в 1938 году и состояли в браке почти семьдесят лет — до смерти Гулль в 2005 году. Двое их сыновей Йенс и Петер также стали кинооператорами. До последних дней Фишер жил в доме престарелых в городе Бромма, под Стокгольмом. Прах Гуннара Фишера был развеян в пятницу, 29 июля, в присутствии 150 человек у христианского креста в Бромма-Ширка.

## Избранная фильмография
- 1945 — Двое / Två människor
- 1948 — Портовый город / Hamnstad
- 1949 — Жажда / Törst
- 1950 — К радости / Till glädje
- 1950 — Такого здесь не бывает / Sånt händer inte här
- 1951 — Летняя интерлюдия / Sommarlek
- 1952 — Женщины ждут / Kvinnors väntan
- 1953 — Лето с Моникой / Sommaren med Monika
- 1955 — Улыбки летней ночи / Sommarnattens leende
- 1956 — Седьмая печать / Det sjunde inseglet
- 1957 — Земляничная поляна / Smultronstället
- 1958 — Лицо / Ansiktet
- 1960 — Око дьявола / Djävulens öga
- 1961 — Мальчик на дереве / Pojken i trädet
- 1961 — Сад наслаждений / Lustgården
- 1961 — Один из многих / Een blandt mange
- 1962 — Короткое лето / Kort är sommaren
- 1964 — 491
- 1969 — Сделано в Швеции / Made in Sweden
- 1974 — Парад / Parade